# Karate-Weltmeisterschaften 1980
Die fünften Karate-Weltmeisterschaften fanden 1980 im Palacio de Deportes in Madrid, Spanien statt. Erstmals wurde der Wettbewerb in mehreren Gewichtsklassen ausgetragen, auch ein Damenwettbewerb wurde neu eingeführt.

## Medaillen

### Männer
| Disziplin         | Gold                 | Silber            | Bronze                 |
| ----------------- | -------------------- | ----------------- | ---------------------- |
| Kata Herren       | Keiji Okada          | Masahi Koyama     | Jorge Romero           |
| Kata Herren       | Keiji Okada          | Masahi Koyama     | Deogracias Medina      |
| Kumite bis 60 kg  | Ricardo Abad         | Jean-Louis Granet | Fernando Rosuero       |
| Kumite bis 60 kg  | Ricardo Abad         | Jean-Louis Granet | Junichi Sugiyama       |
| Kumite bis 65 kg  | Toshiaki Maeda       | Zenichi Ono       | Felipe Hita            |
| Kumite bis 65 kg  | Toshiaki Maeda       | Zenichi Ono       | José Arsenal           |
| Kumite bis 70 kg  | José Damián González | Antonio Martínez  | Thierry Masci          |
| Kumite bis 70 kg  | José Damián González | Antonio Martínez  | Schenker               |
| Kumite bis 75 kg  | Sadao Tajima         | Imamatsu          | Wenceslao Aguilar      |
| Kumite bis 75 kg  | Sadao Tajima         | Imamatsu          | Fred Royers            |
| Kumite bis 80 kg  | Tokey Hill           | Naomi Takukawa    | Amarilla               |
| Kumite bis 80 kg  | Tokey Hill           | Naomi Takukawa    | Otti Roethof           |
| Kumite über 80 kg | Jean-Luc Montama     | Livi Whyte        | Billy Blanks           |
| Kumite über 80 kg | Jean-Luc Montama     | Livi Whyte        | Sías                   |
| Kumite offen      | Giovanni Ricciardi   | Billy Blanks      | Juan Pedro Carbilla    |
| Kumite offen      | Giovanni Ricciardi   | Billy Blanks      | Hisao Murase           |
| Team              | Spanien              | Niederlande       | Frankreich             |
| Team              | Spanien              | Niederlande       | Vereinigtes Königreich |

### Damen
| Event      | Gold           | Silber       | Bronze                |
| ---------- | -------------- | ------------ | --------------------- |
| Kata Damen | Suzuko Okamura | Mie Nakayama | María Victoria Moreno |
| Kata Damen | Suzuko Okamura | Mie Nakayama | Marina Sasso          |

## Medaillenspiegel
| Rang  | Land                   | Gold | Silber | Bronze | Gesamt |
| ----- | ---------------------- | ---- | ------ | ------ | ------ |
| 1     | Japan                  | 4    | 5      | 2      | 11     |
| 2     | Spanien                | 3    | 1      | 7      | 11     |
| 3     | Frankreich             | 1    | 1      | 2      | 4      |
| 4     | Vereinigte Staaten     | 1    | 1      | 1      | 3      |
| 5     | Italien                | 1    | 0      | 1      | 2      |
| 6     | Niederlande            | 0    | 1      | 3      | 4      |
| 7     | Vereinigtes Königreich | 0    | 1      | 1      | 2      |
| 8     | Mexiko                 | 0    | 0      | 2      | 2      |
| 9     | Paraguay               | 0    | 0      | 1      | 1      |
| Total | Total                  | 10   | 10     | 20     | 40     |